# My Year
My Year è un libro scritto da Roald Dahl pubblicato postumo nel 1993.
Basato su un diario scritto durante il suo ultimo anno di vita, il libro contiene alcuni dei più notevoli esempi di scrittura di Dahl.
Mese dopo mese, di pensiero in pensiero, riflette sul passato e il presente da molti punti di vista. Reminiscenze della sua infanzia e l'adolescenza sono combinati con consigli su come liberare il prato dalle talpe o realizzare un conker (gioco tradizionale inglese) di prima classe. Tutto questo è intrecciato con osservazioni di Roald Dahl sulle stagioni. Il libro è accompagnato dagli acquarelli di Quentin Blake. Il libro non è mai stato pubblicato in Italia.